# جوشوا رادن
جوشوا رادن (Joshua Radin) من مواليد 14 يونيو 1974.هو مغني و كاتب أغاني أمريكي ،قام بتسجيل أكثر من 7 ألبومات موسيقية خلال مسيرته عرض العديد منها في عدد من الأفلام و المسلسلات.يعتبر أنجح ألبوم له هو (بالإنجليزية: Simple time)‏ الذي أنتجه سنة 2008 بنسبة المبيعات التي حققها.

## روابط خارجية
- جوشوا رادن على موقع IMDb (الإنجليزية)
- جوشوا رادن على موقع ميوزك برينز (الإنجليزية)
- جوشوا رادن على موقع أول ميوزيك (الإنجليزية)
- جوشوا رادن على موقع ديسكوغز (الإنجليزية)